# If Your Girl Only Knew
If Your Girl Only Knew è un singolo della cantante statunitense Aaliyah, pubblicato il 15 luglio 1996 come primo estratto dal secondo album in studio One in a Million. Il brano ha raggiunto la prima posizione della classifica Hot R&B/Hip-Hop Songs di Billboard ed è entrato nella Top20 della Billboard Hot 100.

## Video musicale
Il videoclip del brano è stato diretto da Joseph Kahn e inizia in bianco e nero seguendo delle moto che attraversano la città si fermano di fronte all'entrata di un locale; qui Aaliyah scende da una delle moto e si introduce all'interno dell'edificio. Una volta entrata nel locale, dove si sta tenendo una festa, la cantante diventa l'unico elemento a colori mentre tutto il resto continua ad essere in bianco e nero. Appena passa davanti al ragazzo interessato a lei, anche questi si colora, e si alza dal divano per seguire la cantante, lasciando sola la sua presunta ragazza, interpretata da una giovane e allora semisconosciuta Lil' Kim. Man mano che il video procede e la tensione aumenta, tutto lo scenario diventa colorato. Dal primo ritornello viene mostrata una sequenza ambientata in una stanza allestita in stile fetish, dove la cantante e altri giovani si alternano all'interno di una struttura in plexiglas mentre approcciano tra di loro. Sulle pareti in plexiglas compaiono a volte delle parole della canzone scritte con vernice nera. Dalla seconda strofa ha inizio una sequenza girata in un ascensore aperto che dà sull'appartamento dove si svolge la festa. Oltre a Lil' Kim, nel video appaiono anche Timbaland e Missy Elliott, autori della canzone, Rashad Haughton, fratello della cantante, Ginuwine e le 702. Aaliyah ha lo stesso look per tutto il video, fatto di indumenti neri di pelle aderenti (pantaloni, top e bandana) e occhiali neri da pilota, staccandosi dall'immagine adolescenziale del primo album e iniziando a creare lo stile che adotterà per quasi tutta la seconda metà degli anni 1990. Durante l'ultimo ritornello viene mostrato un primo piano in bianco e nero dell'artista, con l'eccezione degli occhi che assumono vari colori. Il video si conclude con l'uscita dei giovani dal locale, i quali riprendono le loro moto e lasciano la zona. Durante la sequenza che mostra Aaliyah sulla motocicletta, i motociclisti passano davanti a un edificio dove si trova una filiale della Banca Commerciale Italiana.

## Successo commerciale
Il singolo ha raggiunto il numero 1 della classifica R&B/Hip-Hop di Billboard, diventando la seconda numero 1 in questa classifica per l'artista, dopo Back & Forth, primo singolo della cantante. Il singolo ha speso due settimane consecutive al 1º posto e 25 settimane totali nella classifica. Il brano è stato il terzo singolo della cantante ad entrare nella top20 della Hot 100, dove ha raggiunto l'11º posto. Il singolo ha speso un totale di 20 settimane nella suddetta classifica.  Grazie al successo di If Your Girl Only Knew, l'allora sconosciuto produttore Timbaland si è imposto per la prima volta nelle classifiche statunitensi.
Nel Regno Unito il pezzo ha raggiunto la posizione numero 21, ma mesi dopo, ripubblicato insieme a One in a Million, è arrivato fino al numero 15. In Nuova Zelanda ha debuttato il 20 ottobre 1996 al numero 20, divenendo il primo singolo di Aaliyah ad entrare nella top20 neozelandese.

## Tracce
U.S. CD single
1. "If Your Girl Only Knew" (album mix) feat. Timbaland
2. "If Your Girl Only Knew" (extended mix)
3. "If Your Girl Only Knew" (remix) feat. Timbaland and Missy Elliott
4. "If Your Girl Only Knew" (beat a pella)
5. "If Your Girl Only Knew" (instrumental)
6. "If Your Girl Only Knew" (The New Remix)

U.S. cassette single
1. "If Your Girl Only Knew" (radio edit)
2. "If Your Girl Only Knew" (remix) feat. Timbaland e Missy Elliott

## Classifiche

### Classifiche settimanali
| Classifica (1996)         | Posizione massima |
| ------------------------- | ----------------- |
| Nuova Zelanda             | 20                |
| Regno Unito               | 21                |
| Stati Uniti               | 11                |
| Stati Uniti (R&B/Hip-Hop) | 1                 |
| Svezia                    | 49                |